# Старосиницыно
Старосиницыно, Старо-Синицыно — упразднённая деревня Благоварского района Башкирской АССР. Находится на территории современного села Мирный.

## География
Находилась на северо-восточной окраине Бугульминско-Белебеевской возвышенности. Протекает р. Бизерган.

### Географическое положение
Расстояние, по данным на 1 января 1969 года, на 1 июля 1972 года:
- центра сельсовета (Языково): 10 км,
- районного центра (Посёлок Центральной усадьбы совхоза имени БашЦИКа): 6 км,
- ближайшей ж/д станции (Благовар): 14 км.

## История
До установления советской власти входил в Новосёловскую волость.
После прихода советской власти в 1934 году между деревнями Старосиницино (Бизерган, Бизергяк) и Новосиницино началось возведение зерносовхоза. В то время входила деревня в Ново-Александровский сельсовет.  
На 1 января 1969 года, на 1 июля 1972 года входил в состав Троицкого сельсовета, проживали русские.
Точная дата упразднения неизвестна, до 1981 года. 

## Население
По переписи 1939 года в деревне Старо-Синицино проживало 178 человек, 82 мужчины, 96 женщин.
На 1 января 1969 года — 12 человек. Основная нация — русские.

## Инфраструктура
Жители посёлка работали в совхозе имени БашЦИК.

## Транспорт
Находилась у магистральной автодороги, современной федеральной трассы «Челябинск-Уфа-Самара» (М-5 "Урал").